# Scandinavium

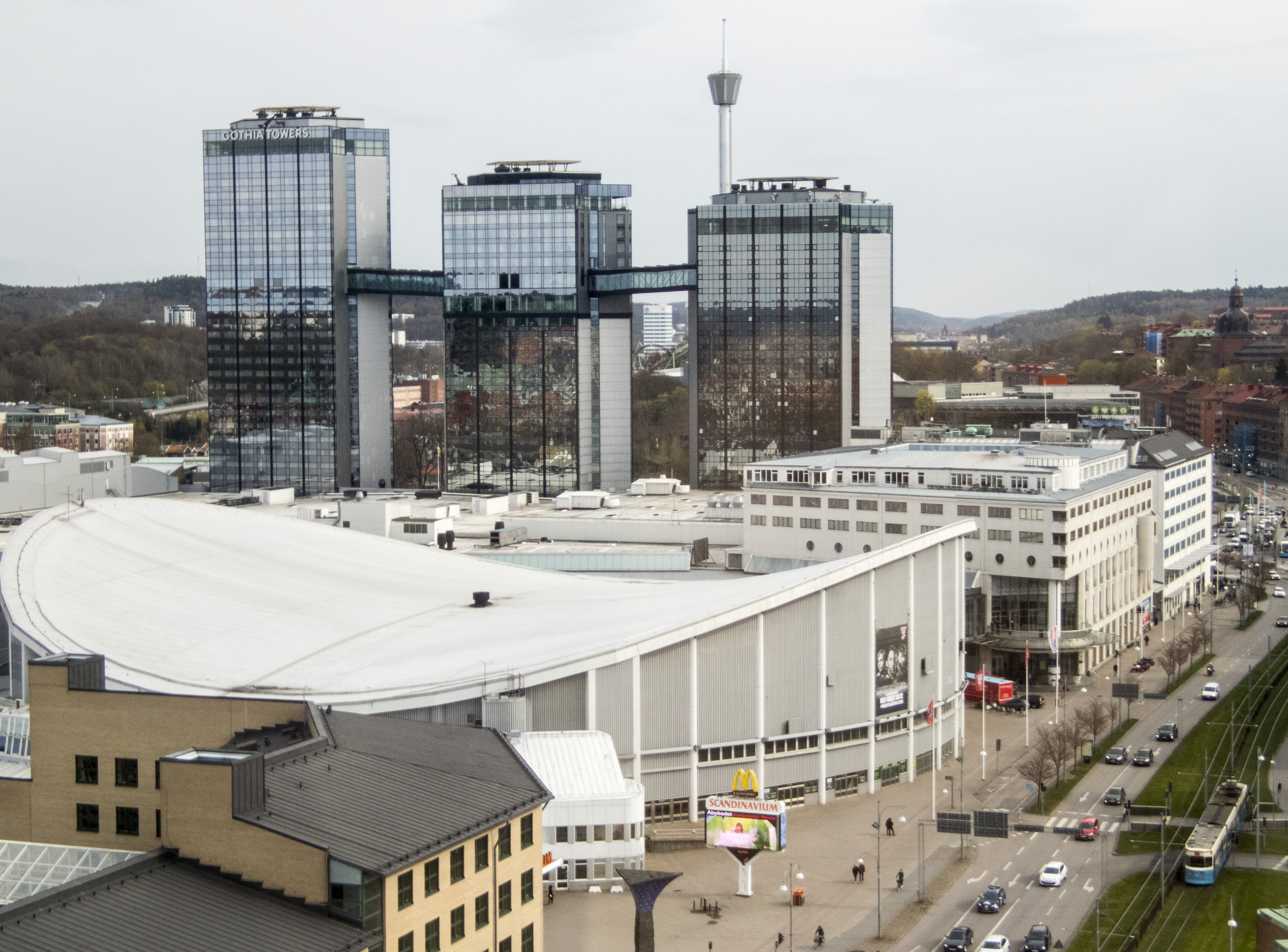
O Scandinavium, tendo ao fundo as Torres Gothia Towers e o Centro de Exposições e Congressos da Suécia.

O Scandinavium ( PRONÚNCIA) é um recinto polivalente para espetáculos e acontecimentos desportivos na cidade de Gotemburgo na Suécia. Tem capacidade para receber 12 000-14 000 pessoas
Foi inaugurado em 1971,  quando a cidade comemorou os 350 anos da sua existência.
Está situado numa parte central de Gotemburgo, junto às torres Gothia Towers e ao Centro de Exposições e Congressos da Suécia, e na proximidade do estádio de futebol Ullevi, do parque de diversões de Liseberg, do pavilhão científico Universeum e do Museu da Cultura Mundial.

## Eventos artísticos e desportivos
- Campeonato Mundial de Hóquei no Gelo
- Campeonato do mundo de patinagem artística
- Campeonato da Europa de patinagem artística
- Final da Taça Davis
- Jogos de hóquei no gelo da equipa Frölunda HC
- Campeonato da Europa de atletismo em recinto coberto
- Campeonato do mundo de andebol feminino
- Campeonato do mundo de andebol masculino
- Campeonato do mundo de natação em piscina pequena
- Taça do mundo de natação FINA
- Festival da Canção para apurar o representante sueco ao Festival da Eurovisão
- Festival da Eurovisão (1985)
- Göteborg Horse Show
- Bob Marley & The Wailers
- Iron Maiden
- Marilyn Manson
- Mamma Mia
- Queen
- Justin Timberlake
- Roxette
- Elton John
- Dire Straits
- Iron Maiden